# Berner Kantonalbank
Berner Kantonalbank AG (BEKB | BCBE) — банк швейцарского кантона Берн, входит в систему кантональных банков. Банк был основан в 1834 году.
По объёму активов BEKB в 2022 году занимал 15-е место среди банков Швейцарии и 6-е место среди кантональных банков страны.
51,5 % акций банка принадлежит правительству кантона Берн, остальные акции обращаются на Швейцарской бирже.

## История
Банк был основан в 1834 году в Берне (второй старейший кантональный банк после женевского). В 1991 году он объединился с ипотечным банком Hypothekarkasse des Kantons Bern. В 1998 году банк был преобразован в публичную акционерную компанию, в следующем году её акции были размещены на Швейцарской бирже; доля правительства кантона постепенно сократилась до 51,5 %. В 1999 году было открыто первое отделение в кантоне Золотурн (после того, как банк этого кантона был ликвидирован).
В мае 2015 года банк заплатил 4,6 млн долларов Министерству юстиции США за прекращение расследования в отношении открытия счетов для сокрытия доходов граждан США от налогообложения. По состоянию на 2009 год в банке было 720 счетов граждан США на общую сумму $176,5 млн.

## Деятельность
Банк обслуживает частных и корпоративных клиентов, как и другие кантональные банки, в основном занимается приёмом банковских вкладов и выдачей ипотечных кредитов, также выпускает дебетовые и кредитные карты. Сеть банка насчитывает 80 отделений в кантоне Берн. В отличие от большинства других кантональных банков, правительство кантона не является гарантом вкладов в банк.
Штаб-квартира банка находится в Берне на площади Бундесплац (Bundesplatz), на которой также находится бернская штаб-квартира Национального банка Швейцарии.